# Samohybné dělo

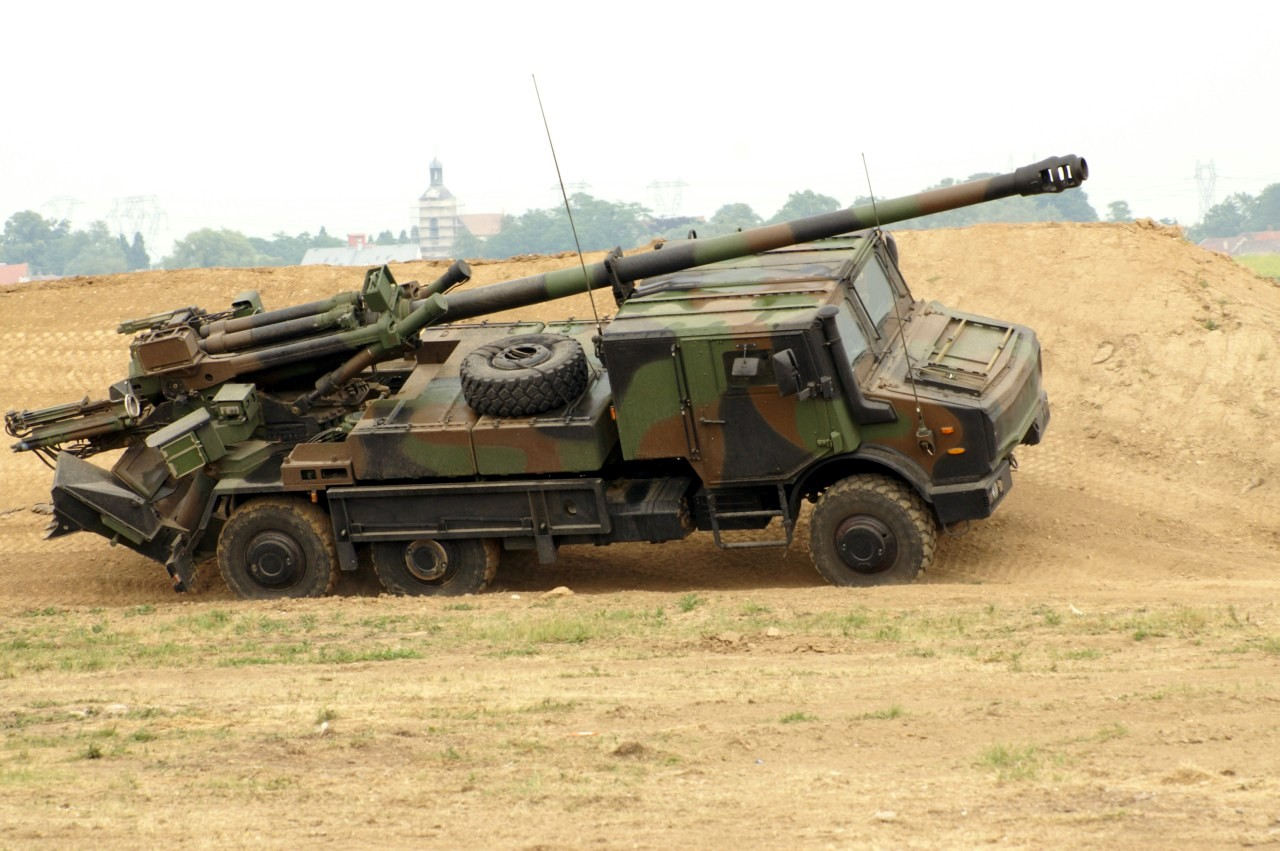
Moderní francouzská samohybná houfnice CAESAR na kolovém podvozku

Samohybné dělo je dělo umístěné na poháněném podvozku. Samohybná děla určená pro přímou palbu bývají označována jako útočná děla, vozidla vybavená protitankovou výzbrojí a určená k boji s tanky pak jako stíhače tanků. Kromě kanónů a houfnic bývají podobně konstruována také vozidla s minomety či raketomety.

## Historie

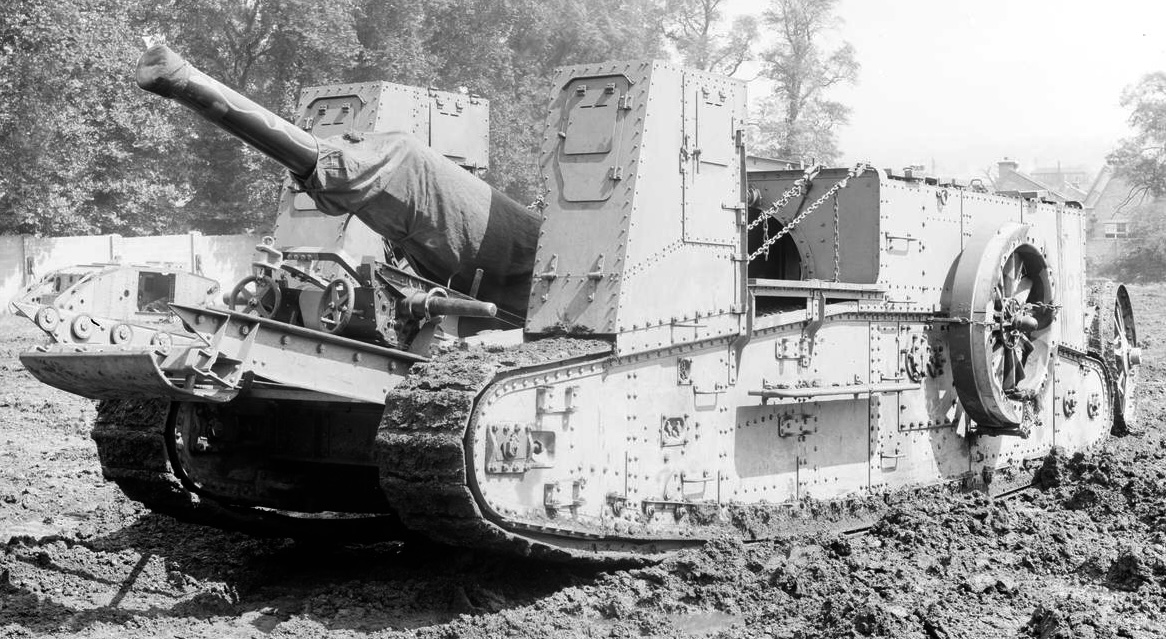
První samohybné dělo Gun Carrier Mark I

První samohybné dělo Gun Carrier Mark I bylo vyvinuto během první světové války v roce 1917 ve Velké Británii. Celkem bylo vyrobeno 50 kusů, ale k jejich zapojení do bojů ve funkci mobilního dělostřelectva nedošlo. Dva stroje byly upraveny na vyprošťovací tanky, zbývající byly poprvé nasazeny během třetí bitvy u Yper jako transporty munice. Tuto roli zastávaly až do konce války.

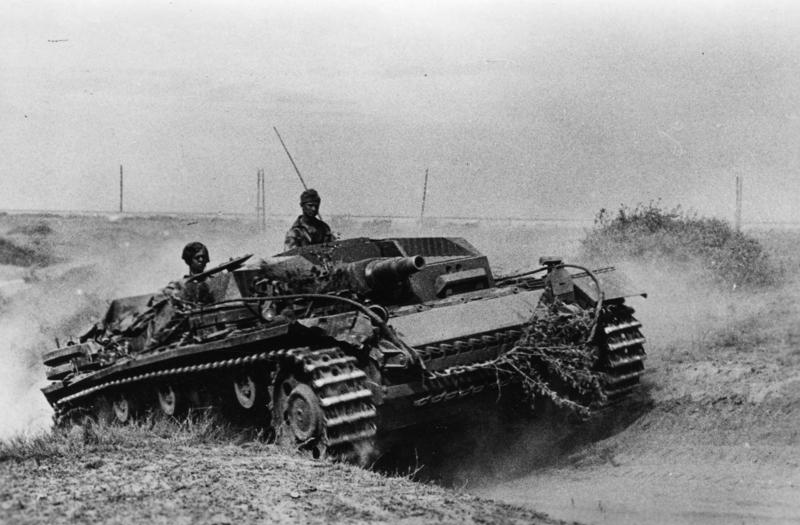
Sturmgeschütz III během bojů o Stalingrad

Potřeba mobilního a účinného prostředku pro palebnou podporu pěchoty vyústila ve významný vývoj samohybných děl v meziválečném období a v průběhu druhé světové války, především pak v Německu a Sovětském svazu. Například vůbec nejpočetnějším strojem německé armády bylo samohybné dělo Sturmgeschütz III vyráběné od roku 1940 v několika variantách. Do roku 1945 bylo vyrobeno bylo přibližně 11 000 vozidel, po skončení války sloužil v řadě států, včetně Československa, kde byl zařazen ve výzbroji jako ShPTK vz. 40N (ShPTK - "Samohybný protitankový kanon"), později SD 75/40 N (SD - "Samohybné dělo"), vyřazen byl až v roce 1960. Podobně rozšířené bylo ruské samohybné dělo SU-76, kterého bylo vyrobeno přes 14 000 kusů. V počtu Sověty vyrobených vozidel jej předčil pouze tank T-34.
Jak Sturmgeschütz III, tak SU-76 byly postaveny na podvozcích existujících tanků Panzerkampfwagen III, respektive T-70. Na stejném principu byla vyráběna řada samohybných děl, například německý Hetzer zkonstruovaný na podvozku československého tanku LT-38, americký M7 Priest postavený na základech tanku M3 Lee či britský Bishop s podvozkem z tanků Valentine.

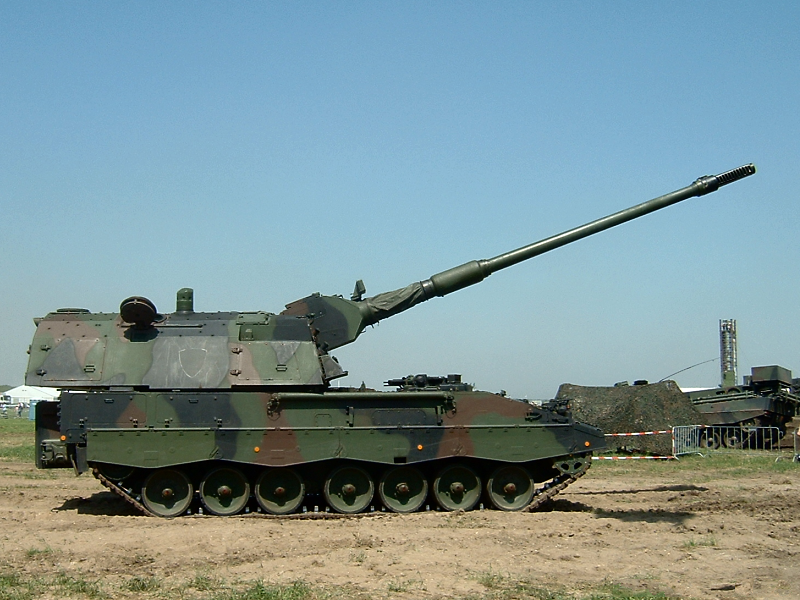
Moderní německá samohybná houfnice PzH 2000

## Samohybná děla a stíhače tankůArmády České republiky,Československé armády, aČSLA
- SU-76, SU-85, ST-38 I, ST-38 II, StuG III, 43M Zrínyi II, SU-100, ISU-152, 2S1 Gvozdika, 2S4 Tulpan, 2S7 Pion, ShKH vz. 77